# Yaiza Canzani
Yaiza Canzani (Blanes, 25 de febrer de 1987) és una matemàtica i professora espanyola-uruguaiana. És llicenciada en matemàtiques per la Facultat de Ciències de la Universitat de la República, té un doctorat a la Universidad McGill de Canadá i actualment és professora ajudant de la Facultat d'Arts i Ciències de la Universitat de Carolina del Nord a Chapel Hill. Al 2018 va rebre la Sloan Research Fellowship, cosa que la va posicionar dins de la propera generació de líders científics als Estats Units i al Canadà.

## Biografia
Yaiza Canzani va néixer a Blanes i als dos anys es va traslladar amb la seva família a Montevideo, Uruguai. Va viure-hi des de l'any 1989 fins al 2008, any en què va acabar la carrera i va obtenir el títol de Matemàtiques en la Facultat de Ciències de la Universitat de la República, a través del seu treball monogràfic "Espectre del Laplacià, un enfocament semiclàsic". Durant el darrer any del seu grau va ser també ajudant del Centre de Matemàtiques de la Facultat de Ciències i assistent de l'Institut de Matemàtiques i Estadística Rafael Laguardia de la Facultat d'Enginyeria.
Amb 21 anys es va mudar a Mont-real (Canadà) per realitzar els seus estudis de doctorat a la Universitat McGill sota la supervisió de Dmitry Jakobson. Va defensar la seva tesi l'any 2013 i va obtenir el doctorat en matemàtiques amb l'obra Spectral Geometry of Conformally Covariant Operators. Posteriorment va començar una estada postdoctoral als Estats Units amb Benjamin Peirce a la Universitat Harvard i en l'Institut d'Estudis Avançats de la Universitat de Princeton. Des de 2016 és professora ajudant a la Universitat de Carolina del Nord a Chapel Hill. Després de 3 anys treballant-hi, va ser distingida amb una beca de recerca Sloan (Sloan Research Fellowship), un dels premis més importants dins de les ciències exactes i naturals. Aquesta beca és atorgada anualment des de 1955 per la Fundació Alfred P. Sloan a més de 100 joves investigadors amb l'objectiu de donar suport i reconeixement a científics i acadèmics en les primeres etapes de la seva carrera.
Canzani actualment segueix vinculada a Uruguai i és investigadora associada del Sistema Nacional d'Investigadors de l'Agència Nacional de Recerca i Innovació des de 2013.

## Línia de recerca
El principal interès de Canzani radica a entendre la relació entre la dinàmica clàssica i la quàntica. El seu treball està centrat en estudiar propietats geomètriques de superfícies a través de l'anàlisi d'operadors que involucren l'operador laplacià. En particular, part de la seva recerca se centra a entendre el comportament de les funcions d'ona que resolen l'equació de Schrödinger, la formulació matemàtica per estudiar els nivells d'energia dels sistemes mecànics quàntics com els àtoms. Aquesta equació, desenvolupada pel físic austríac Erwin Schrödinger l'any 1926, és la llei fonamental de la mecànica quàntica no relativista.

## Beques i premis
- 2018 - Sloan Research Fellowship[1]
- 2018 - Junior Faculty Development Award, Universitat de Carolina del Nord a Chapel Hill.
- 2014 - NSERC Postdoctoral Fellowship del Institute for Advanced Study, Universitat de Princeton.
- 2013 - Benjamin Peirce Fellowship, Universitat Harvard.
- 2013 - Alexis D. and W. Charles Pelletier Fellowships in Mathematics, Universitat de McGill.[12]
- 2012 - Graduate Excellence Fellowship, Universitat de McGill.
- 2012 - Institut des Sciences Mathématiques Graduate Scholarship, Universitat de McGill.
- 2010 - Schulich Graduate Fellowship, Universitat de McGill
- 2008 - Trottier Accelerator Fellowship, Universitat de McGill